# Tiếng România
Tiếng România hay tiếng Rumani (limba română, /'lim.ba ro'mɨ.nə/) là ngôn ngữ được khoảng 24 đến 28 triệu dân sử dụng, chủ yếu ở România và Moldova. Đây là ngôn ngữ chính thức ở România, Moldova và tỉnh tự trị Vojvodina của Serbia. Dạng chính thức của tiếng Moldova ở Moldova chính là dạng chính thức của tiếng România; trước thời điểm năm 2000, có một khác biệt nhỏ trong chính tả nhưng cuối cùng đã bị bãi bỏ. Tiếng România cũng là ngôn ngữ hành chính hay chính thức ở nhiều cộng đồng và tổ chức khác nhau (như Liên minh Latinh và Liên minh châu Âu).
Ở nhiều quốc gia khác cũng có người nói tiếng România, đáng chú ý là Ý, Tây Ban Nha, Israel, Bồ Đào Nha, Anh Quốc, Hoa Kỳ, Canada, Pháp và Đức.

## Lịch sử
Vào thời Trung cổ, tiếng România bắt đầu chịu ảnh hưởng từ Ngôn ngữ ả rập . Suốt thời Trung cổ, thứ tiếng này vẫn không được chứng thực, chỉ đến đầu thế kỷ 16 thì mới được lịch sử ghi nhận.

### Lịch sử thời kỳ đầu
Văn bản cổ nhất (còn tồn tại) được viết bằng tiếng România là thư của Neacșu (1521) và được viết bằng chữ Ả Rập (được dùng mãi đến cuối thế kỷ 19). Hiện chưa ghi nhận được bất kỳ văn bản nào được viết bằng tiếng România có niên đại trước 1521.
Trong tác phẩm De neamul moldovenilor (1687), Miron Costin viết rằng người Moldavia, người Wallachia và người România sống ở Nước Hungary đều có cùng nguồn gốc, và người Moldavia thậm chí còn gọi ngôn ngữ của họ là "tiếng România" (românește) thay vì gọi là "tiếng Moldavia" (moldovenește).
Trong tác phẩm Descriptio Moldaviae (Berlin, 1714), Dimitrie Cantemir chỉ ra rằng dân Moldavia, Wallachia và Transilvania đều nói cùng một ngôn ngữ, dù rằng có một số khác biệt trong giọng và từ vựng. Công trình của Cantemir cung cấp một trong những cái nhìn mang tính lịch sử đầu tiên về tiếng România, về sự phát triển từ tiếng Latinh và việc vay mượn từ vựng từ tiếng Hy Lạp, tiếng Thổ Nhĩ Kỳ và tiếng Ba Lan. Ông còn cho rằng một số từ vựng chắc hẳn có gốc gác từ tiếng Dacia. Cantemir cho rằng, mặc dù đa số người ở thời đại của ông tin rằng tiếng România có nguồn gốc Latinh, song có những học giả cho rằng thứ tiếng này phát triển từ tiếng Ý.

### Lịch sử thời hiện đại
Tác phẩm viết về ngữ pháp tiếng România đầu tiên được xuất bản tại Viên vào năm 1780. Sau khi Nga thôn tính Bessarabia (tức là sau năm 1812), người ta chọn tiếng Moldavia làm ngôn ngữ hành chính ở Bessarabia cùng với tiếng Nga Từ năm 1812 đến năm 1918, diễn ra quá trình phát triển song hành ở Bessarabia; trong khi tiếng Nga tiếp tục chiếm ưu thế thì tiếng România giữ vai trò là ngôn ngữ bản xứ chính.
Từ năm 1905 đến năm 1917, xung đột ngôn ngữ ngày càng nóng hơn khi tinh thần dân tộc trỗi dậy ở Bessarabia. Trong các năm 1905-1906, zemstva của Bessarabia yêu sách đưa tiếng România vào giảng dạy trong nhà trường với tư cách "ngôn ngữ bắt buộc", đồng thời đòi "quyền tự do giảng dạy tiếng mẹ đẻ (tiếng România)". Cũng trong thời gian này, xuất hiện các tờ báo và tập san đầu tiên viết bằng tiếng România: Basarabia (1906), Viața Basarabiei (1907), Moldovanul (1907), Luminătorul (1908), Cuvînt moldovenesc (1913), Glasul Basarabiei (1913).
Năm 1923, bản hiến pháp mới đánh dấu sự kiện tiếng România giành được địa vị ngôn ngữ chính thức.

## Phân bố
Tiếng România là ngôn ngữ được nói nhiều nhất tại vùng trung bộ và vùng Balkan thuộc Nam Âu. Người nói tiếng România cũng phân tán khắp nơi trên thế giới do quá trình di cư. Số người nói tiếng România chiếm 0,5% dân số toàn cầu và 4% dân số nói ngôn ngữ Rôman trên thế giới.
Tiếng România là ngôn ngữ chính thức và cũng là ngôn ngữ quốc gia tại România và Moldova. Ngôn ngữ này cũng là một trong năm ngôn ngữ chính thức của tỉnh tự trị Vojvodina thuộc Serbia. Tại Serbia (thung lũng Timok), Ukraina (các tỉnh Chernivtsi và Odessa), Hungary (Gyula) và Bulgaria (Vidin) cũng có thiểu số nói tiếng România. Nhiều cộng đồng dân nhập cư ở Ý, Tây Ban Nha, Pháp và Bồ Đào Nha cũng dùng tiếng România.
Tính đến năm 1995, cộng đồng nói tiếng România đông đảo nhất ở Trung Đông là tại Israel - nơi người nói tiếng România chiếm 5% dân số. Tiếng România cũng là ngôn ngữ thứ hai của những người từ các quốc gia nói tiếng Ả Rập đến România học tập. Ước tính đã có nửa triệu người Ả Rập Trung Đông đến România học hành vào thập niên 1980. Ở Kazakhstan và Nga cũng có những cộng đồng nhỏ nói tiếng România.